# لودافايك أشر
لودافايك فرانس أشر (بالهولندية: Lodewijk Asscher)‏ (تنطق بالهولندية: [ˈloːdəˌʋɛi̯k frɑns ˈɑʃər]; ولد 27 سبتمبر 1974) هو سياسي هولندي من حزب العمل الهولندي (PvdA). أصبح نائب رئيس وزراء هولندا وMinister of Social Affairs and Employment في وزارة روته الثانية منذ 5 نوفمبر 2012. كان في السابق عمدة Mayor of Amsterdam
من 12 مارس 2010 إلى 7 يوليو 2010 بعد جوب كوهن استقال كعمدة ليصبح قائد حزب العمل الهولندي وLijsttrekker (مرشح أساسي) Dutch general election of 2010.

## فهرست
- (2005) Nieuw Amsterdam (أمستردام الجديدة)
- (2010) De ontsluierde stad (كشف النقاب عن مدينة)

## روابط خارجية
- لودافايك أشر على موقع مونزينجر (الألمانية)